# Andrew Keller
Andrew Keller (22 augustus 1925 - 7 februari 1999) was een Brits fysicus die zich specialiseerde in polymeren.
Keller was Hoogleraar in Polymer Science, aan de afdeling natuurkunde van de Universiteit van Bristol (1969-1991).  
Keller werd verkozen tot Fellow of the Royal Society in 1972 en won in 1994 de Rumford Medal.